# U 880 (Kriegsmarine)
U 880 war ein U-Boot vom Typ IX C/40, das von der deutschen Kriegsmarine im Zweiten Weltkrieg eingesetzt wurde.

## Technische Daten
Die Flugabwehrbewaffnung bestand aus zwei 2-cm-Zwillingflak und der damals neuen 3,7-cm-Zwillingflak. Es hatte als eines der wenigen U-Boote den neuen Kurzsignalgeber mit dem Tarnnamen „Kurier“ an Bord, der während der Ausbildung in der Ostsee getestet worden war.
Die Torpedoausstattung bestand aus den neuesten Torpedos wie z. B. LUTs, FATs, T-5/Zaunkönigen und anderen.

## Kommandant
Kommandant des Bootes war vom 11. Mai 1944 bis zum 16. April 1945 Kapitänleutnant Gerhard Schötzau.  Er wurde am 16. April 1917 in Fylitz bei Neidenburg geboren und trat 1936 in die Kriegsmarine ein. 1940 diente er als Waffenoffizier auf dem Minenschiff Tannenberg und anschließend als Sperrwaffenoffizier auf dem Artillerieschulschiff Brummer. Vom Sommer 1942 bis zum Frühjahr 1943 unterrichtete OLzS Schötzau an der Sperrschule in Kiel und besuchte anschließend die Steuermannsschule. Am 1. September 1943 wurde er zum Kapitänleutnant befördert. Bereits im Juni desselben Jahres hatte er seine U-Bootausbildung begonnen, die er mit dem erfolgreichen Absolvieren des Kommandantenlehrganges im März 1944 abschloss.

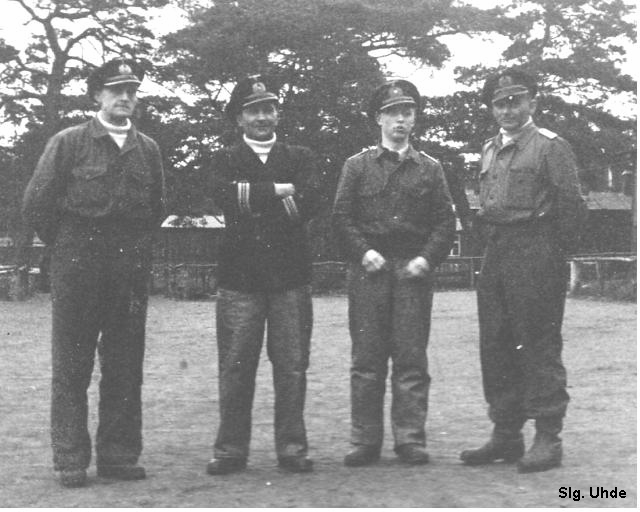
Finthammer, Schötzau, Nieland, Uhde

## U 880 bei der „Gruppe Seewolf“
U 880 war der letzten Angriffs-U-Bootsgruppe „Seewolf“ im Nordatlantik im April 1945 im Rahmen des Unternehmens Paukenschlag zugeteilt. Die Besatzung bestand aus 49 Mann, inklusive eines Marinearztes und eines Sanitätsmaats. U 880 war in den ersten Januartagen 1945 in Kiel bei den DWK für einen Sonderauftrag mit Oberdeckstuben für Fracht oder Material anstatt der üblichen Reservetorpedos versehen worden, der aber nicht mehr ausgeführt wurde.
Die ursprüngliche Aufgabe bestand im Auslegen von zwei automatischen Funk-Wetterbojen im Atlantik. Dieser Auftrag konnte nicht ausgeführt werden, da U 880 nach Auslaufversuchen im Januar und dann im Februar 1945 innerhalb weniger Tage wegen Geräteschäden zurück nach Bergen zur Reparatur musste. Beim ersten Mal fiel der Junkers-Verdichter aus, beim zweiten Versuch war der Schnorchel undicht.

## Versenkung
U 880 wurde am 16. April 1945 in der Nähe der Azoren von US-amerikanischen Kriegsschiffen versenkt.

## Daten zuU 880
22. 02. 44	Bauaufsicht U880, I.WO abkommandiert nach Kriegsschiffbau Lehrabteilung Bremen.	

11. 05. 44	Indienststellung U880

22. 08. 44	Restarbeiten bei den Oderwerken in Stettin betreffend Umbau der Oberdeckverengung („Schnelltauchback“)

15. 11. 44	Ende der Arbeiten bei den Oderwerken

08. 12. 44	Befehl an U880, 2 Wetterbojen im Atlantik auszubringen

16. 12. 44	der Meteorologe Reg. Rat. Dr. Nagel wird auf U880 abkommandiert

Januar. 45	Arbeiten bei DW Kiel wegen Einbau von Oberdeckstuben

11. 01. 45	Auslaufen aus Kiel nach Bergen mit 1 Wetterboje und erkranktem Dr. Nagel

25. 01. 45	Auslaufen aus Bergen / Kristiansand mit Dr. Nagel und 1 Wetterboje

28. 01. 45	Rückkehr nach Bergen wegen defektem Junkers- (Druckluft-)Verdichter

07. 02. 45	Auslaufen aus Bergen ohne Dr. Nagel, mit Wetterboje

08. 02. 45	U 880 meldet defekten Schnorchel, Mission wird abgebrochen

09. 02. 45 	Rückkehr nach Bergen; Schnorchel-Ersatzteile müssen aus Deutschland besorgt werden.

14. 02. 45	Letzter Brief des I.WO von Bord des Wohnschiffs „Oceana“

08. 03. 45	Die Wetterboje wird wegen Überschreitung der Lagerfrist ausgeschifft.

14. 03. 45	Auslaufen aus Bergen

30. 03. 45	Verstümmelte Passiermeldung von U 880 aus Nord-Atlantik, Position unklar.

16. 04. 45	Versenkung durch USS Stanton und USS Frost. (Lage: 47° 53′ N, 30° 26′ W; Planquadrat: BD 5354)

## Besatzung
Unter dem Kommando von Kapitänleutnant Gerhard Schötzau standen drei Offiziere, der I. Wachoffizier (I. WO); der II. WO und der Leitende Ingenieur; die sämtlich den Rang Oberleutnant zur See hatten, dazu erfahrene Portepee-Unteroffiziere (Feldwebelränge): zwei Obermaschinisten, zwei Obersteuermänner, ein Oberfunkmeister und zehn Maate. Zieht man den Marine-Arzt und Sanitätsmaat ab, bleiben nur 47 Mann für diesen großen U-Bootstyp, der in der Regel sechs bis zehn Mann mehr erforderte. Bei Indienststellung 1944 hatte U 880 noch 54 Mann gehabt, wie auf Fotos feststellbar.

### Besatzungsliste
| - Blumenstengel, Johann -Fk.O.Gfr.- 04.07.1925 - Born, Arno -O.Strm.- 10.08.1920 - Buck, Hans-Jürg -Fk.O.Gfr.- 23.07.1923 - Damm, Emil -O.Fk.Mt.- 24.06.1921 - Dittrich, Otto -Mtr.O.Gfr.- 28.04.1923 - Döbbelin, Herbert -Me.Gfr.- 03.09.1925 - Erhard, Josef -O.Btsm.Mt.- 06.11.1920 - Finthammer, Helmut -Obl.Ing.- 18.12.1912 - Genuit, Eduard-Eugen -Ma.Gfr.- 05.07.1922 - Hoffmann, Paul-Rudolf -O.Btsm.Mt.- 04.10.1914 - Hondel, Hubert -Me.Gfr.- 23.02.1925 - Horek, Johann -Mtr.O.Gfr.- 10.08.1921 - Jaeger, Helmut-Friedrich -O.Masch.- 14.12.1919 - Jerichen, Paul -Me.Gfr.- 05.10.1924 - Jochheim, Friedrich -O.Strm.- 25.04.1908 - Kirschenhuber, Rudolf -Mtr.O.Gfr.- 07.01.1925 - Klinzmann, Heinz -Ma.Mt.- 03.10.1922 - Konsolke, Hubert -Ma.Gfr.- 28.12.1925 - Kratzke, Oskar -O.Fk.Mstr.- 23.05.1915 - Lasch, Kurt -San.Mt.- 03.09.1919 - Lau, Bernhard -Ma.Gfr.- 28.04.1925 - Mertens, Karl -O.Me.Mt.- 18.07.1921 - Meyer, Hans -Ma.Mt.- 24.07.1922 - Meyer, Hans -Mt.- 17.01.1922 - Nabbefeld, Hans -Ma.Gfr.- 02.12.1925 | - Natschke, Georg -Ma.O.Gfr.- 12.11.1924 - Naujoks, Walter -O.Ma.Mt.- 16.12.1924 - Neumann, Waldemar -Ma.Gfr.- 31.01.1925 - Neumüller, Lothar -Ma.Gfr.- 05.08.1925 - Nieland, Reinhard -Obl.z.S.- 27.10.1921 - Nolden, Jakob -Mtr.O.Gfr.- 06.03.1924 - Piertz, Ewald -Ma.O.Gfr.- 25.06.1925 - Pokriefke, Bruno -Mtr.O.Gfr.- 15.10.1924 - Putela, Artur -Mtr.O.Gfr.- 30.11.1925 - Römer, Günter -Me.O.Gfr.- 13.04.1924 - Dr.Rosenbach, Hans-Adolf -Mar.As.Arzt- 21.05.1917 - Sandhack, Willi -Mtr.O.Gfr.- 11.05.1925 - Schadow, Gerhard -O.Masch.- 11.05.1913 - Scheffler, Bruno -Mtr.O.Gfr.- 18.07.1924 - Schötzau, Gerhard -Kptl.- 16.04.1917 - Scholz, Günter -Ma.O.Gfr.- 20.05.1925 - Schünemann, Günter -Ma.Mt.- 18.09.1923 - Schwichtenberg, Paul -Mtr.O.Gfr.- 17.09.1923 - Seel, Ernst -Ma.O.Gfr.- 30.01.1925 - Stock, Walter -O.Ma.Mt.- 19.04.1922 - Stoll, Günther -Ma.Gfr.- - Uhde, Udo -Obl.z.S.- 18.06.1909 - Wieczorek, Heinz -Ma.Gfr.- 20.08.1925 - Winzer, Paul -O.Ma.Mt.- 25.05.1920 |